# Seznam vládnoucích britských panovníků podle délky života
Seznam vládnoucích britských panovníků podle délky života uvádí jména vládnoucích panovníků podle jejich délky dožití (věku dožití), a to od vzniku personální Unie Korun Skotského, Anglického a Irského království v roce 1603.
Britská královna Alžběta II. (1926–2022, na trůnu 1952–2022) zemřela ve věku 96 let a 140 dní jako nejstarší britský panovník.

## Seznam panovníků podle délky života
| #   | Panovník             | Datum narození     | Datum úmrtí     | Délka života | Délka života     |
| #   | Panovník             | Datum narození     | Datum úmrtí     | ve dnech     | v letech a dnech |
| --- | -------------------- | ------------------ | --------------- | ------------ | ---------------- |
| 1.  | Alžběta II.          | 21. dubna 1926     | 8. září 2022    | 35 204       | 96 let a 140 dní |
| 2.  | Viktorie             | 24. května 1819    | 22. ledna 1901  | 29 828       | 81 let a 243 dní |
| 3.  | Jiří III.            | 4. června 1738     | 29. ledna 1820  | 29 823       | 81 let a 239 dní |
| 4.  | Eduard VIII.         | 23. června 1894    | 28. května 1972 | 28 463       | 77 let a 340 dní |
| 5.  | Jiří II.             | 10. listopadu 1683 | 25. října 1760  | 28 108       | 76 let a 350 dní |
| 6.  | Karel III.           | 14. listopadu 1948 | Žijící          | 27 866       | 76 let a 107 dní |
| 7.  | Vilém IV. Britský    | 21. srpna 1765     | 20. června 1837 | 26 235       | 71 let a 303 dní |
| 8.  | Jiří V.              | 3. června 1865     | 20. ledna 1936  | 25 797       | 70 let a 231 dní |
| 9.  | Eduard VII.          | 9. listopadu 1841  | 6. května 1910  | 25 014       | 68 let a 178 dní |
| 10. | Jakub II. Stuart     | 24. října 1633     | 16. září 1701   | 24 798       | 67 let a 327 dní |
| 11. | Jiří IV.             | 12. srpna 1762     | 26. června 1830 | 24 789       | 67 let a 318 dní |
| 12. | Jiří I.              | 7. června 1660     | 22. června 1727 | 24 485       | 67 let a 15 dní  |
| 13. | Jakub I. Stuart      | 19. června 1566    | 6. dubna 1625   | 21 476       | 58 let a 291 dní |
| 14. | Jiří VI.             | 14. prosince 1895  | 6. února 1952   | 20 507       | 56 let a 54 dní  |
| 15. | Karel II. Stuart     | 8. června 1630     | 6. února 1685   | 19 977       | 54 let a 253 dní |
| 16. | Vilém III. Oranžský  | 14. listopadu 1650 | 19. března 1702 | 18 752       | 51 let a 125 dní |
| 17. | Anna Stuartovna      | 16. února 1665     | 12. srpna 1714  | 18 073       | 49 let a 177 dní |
| 18. | Karel I. Stuart      | 29. listopadu 1600 | 9. února 1649   | 17 604       | 48 let a 72 dní  |
| 19. | Marie II. Stuartovna | 10. května 1662    | 7. ledna 1695   | 11 930       | 32 let a 242 dní |

## Galerie

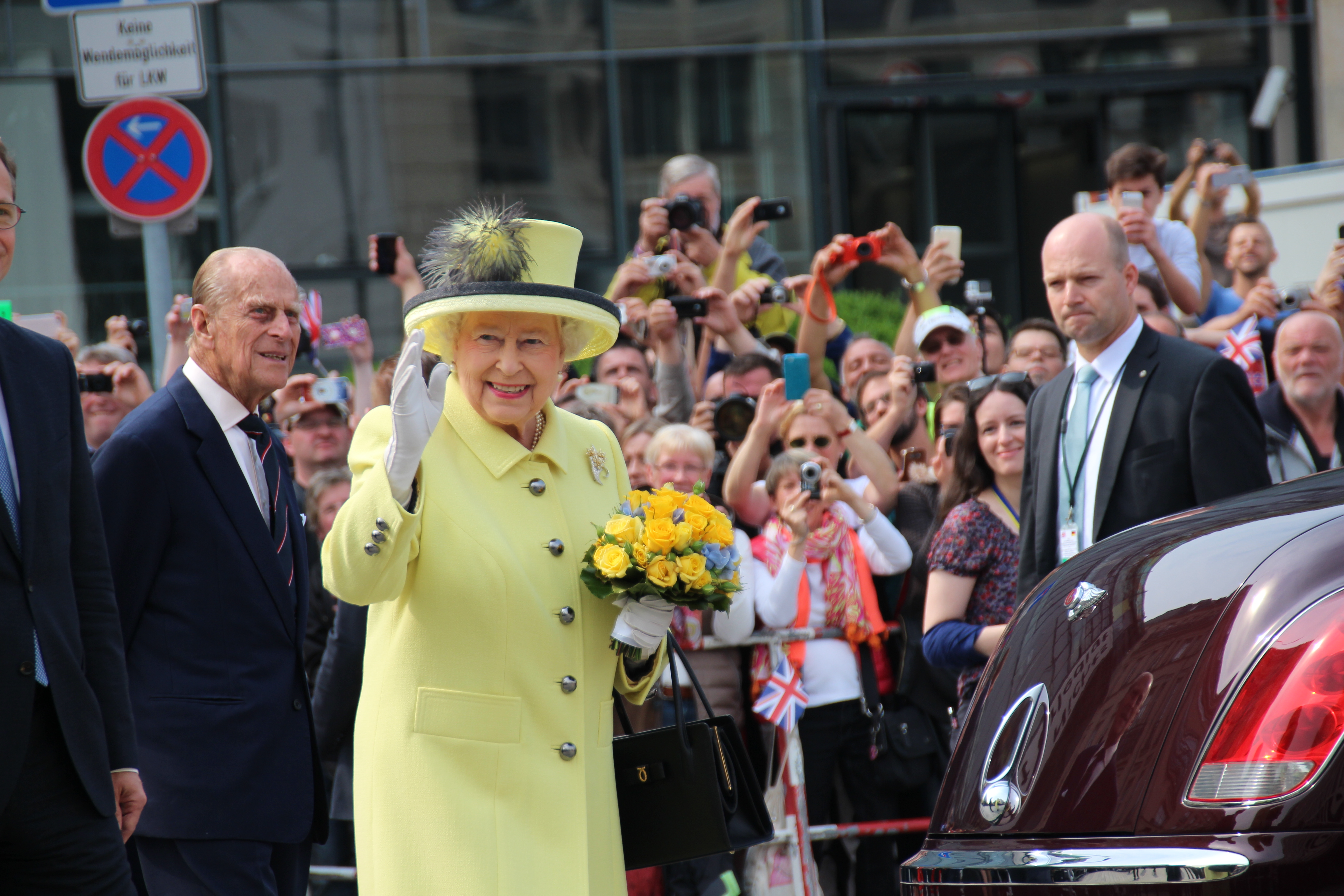
královna Alžběta II. zemřela ve věku 96 let a 140 dní jako nejstarší britský panovník
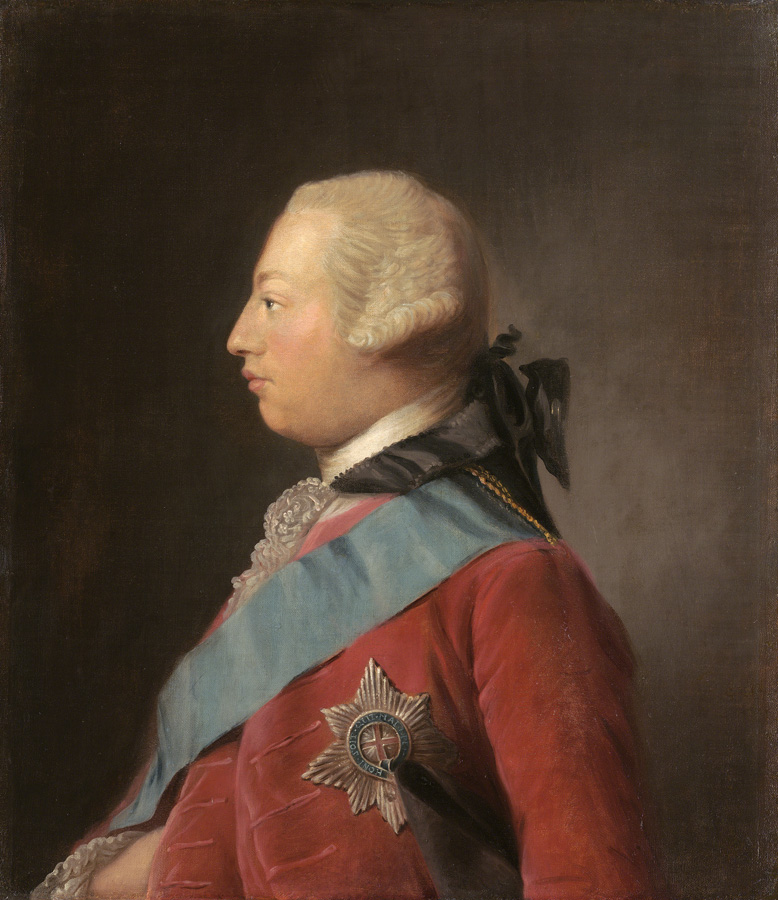
král Jiří III. zemřel ve věku 81 let a 239 dní jako nejstarší z mužů v seznamu
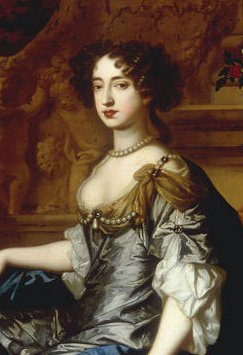
královna Marie II. Stuartovna zemřela ve věku 32 let a 242 dní